# Italo Santelli
Italo Santelli (Carrodano, La Spezia, 15 d'agost de 1866 – Liorna, 8 de febrer de 1945) va ser un tirador d'esgrima italià que és considerat el "pare de l'esgrima modern en sabre".

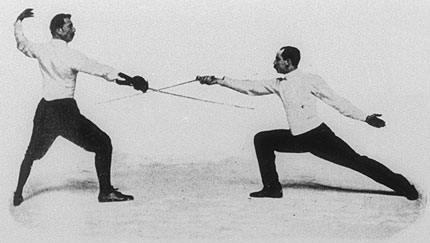
Santelli (esquerra) als Jocs Olímpics de 1900, lluiant amb floret contra Jean-Baptiste Mimiague.

## Biografia
Nascut a Carrodano, La Spezia, el 1866 estudià, entre d'altres, a la Scuola Magistrale Militare di Roma, on es graduà el 1889. El 1896 Santelli era considerat un mestre en esgrima i es traslladà a Budapest amb el seu germà Otello, també tirador, i la seva dona. Allà va néixer el seu fill Giorgio el 1897.
Fou a Hongria on Italo Santelli començà a crear un nou estil en l'ús del sabre. L'estil implicava una defensa molt més ràpida que la formació clàssica, i passà a ser conegut com a "estil modern" de Santelli.
Santelli emprà aquest estil modern als Jocs Olímpics de París, el 1900. En la prova de floret acabà en setena posició, però guanyà la medalla de plata en la prova de sabre professional